# 中島哲也
中島 哲也（なかしま てつや、1959年9月2日 - ）は、日本の映画監督、CMディレクター。福岡県出身。

## 来歴
福岡県立筑紫高等学校を経て、明治大学卒業。大学在学中は、映画演劇研究会の騒動舎に属し、1982年に制作した『はの字忘れて』が、ぴあフィルムフェスティバルで長谷川和彦の推薦により入選。長谷川は「優れて構成的な毒のある笑いを提供してくれた。作家がこれ見よがしの下手な小細工をする作品が多い中で、中島君の正攻法は清々しい」と評した。
大学卒業後、CM制作会社の日本天然色映画に所属。1987年にフリーとなり手掛けたCMデビュー作のフジッコ漬物百選では、山口美江の「しばづけ食べたい」のセリフが話題になる。
1988年に映画『バカヤロー! 私、怒ってます 第二話 遠くてフラれるなんて』で劇場映画監督デビューを果たしてからも、サントリー「モルツ球団」やサッポロ黒ラベル「温泉卓球」篇など多数のヒットCMを世に送り出しCM界の巨匠として知られるようになる。
1997年に稲垣吾郎出演のフジカラー「写ルンです」、1999年に木村拓哉出演のJRAのCMを手掛けたの皮切りに、NTT東日本「ガッチャマン篇」CMやSmap Short Films他、SMAPの映像作品を数多く手掛ける。
映画監督としては2004年の『下妻物語』から注目されるようになり、その後もヒット作・話題作を作り続けている。
2010年の『告白』では日本アカデミー賞最優秀監督賞と最優秀脚本賞を受賞。『告白』は第83回アカデミー賞外国語映画賞の第1次選考9作品に残ったが、最終ノミネート5作品には選ばれなかった。

## 作品の特徴
- スローモーションやCGなどの様々な撮影技術を使った映像を得意とする。
- 音楽に合わせてストーリー展開するMVのような演出を使うことが多い。
- 無分別な行動をする子供が、多く登場する。
- 暴力的なシーンなどにおいて対位法を使うことが多い。
- 2000年代まではファンタスティックな作風が多かったが、2010年代に入るとバイオレンスな要素が強くなった。
- 『下妻物語』や『パコと魔法の絵本』、『渇き。』では、実写の中にアニメーションを挿入している。
- AKB48やでんぱ組.incなどのアイドルソングを使用することが多い。
- 個性の強いヒロイン役にモデルで演技経験の全くなかった土屋アンナや小松菜奈らを抜擢し、女優デビューさせている[2]。

## エピソード
『嫌われ松子の一生』で主演を務めた中谷美紀は撮影開始から1カ月ほど経った頃に睡眠時間が1日1時間の日が続き、気持ちにゆとりが無くなってきた時に監督の中島から「『辞めろ』とか『殺してやる』とか毎日言われていたので途中で本当に嫌になってしまって、涙が止まらなくなって」と撮影を放棄して帰ったことがあったと話している。
AKB48の『Beginner』のプロモーションビデオを監督した際には「ゲームの世界に没頭する若者への警鐘」「痛みを通して生の意味を問う」などのメッセージを込めた作品として仕上げたものの、登場するメンバーが残虐な加害を受ける表現があるため、初公開されたイベントにおいては上映時に目をつぶるファンも多く、また、若年層ファンへの悪影響の懸念があり、シングルに付属されたプロモーションビデオはダンスシーンとメイキング映像で再編集された内容（DVDバージョン）となった。オリジナルについてはレコチョクのみで配信されたが、のちに発売されたミュージッククリップ集にも収録されることとなった。

## 作品制作に関する批判

### 映画『告白』に関する批判
2009年11月、中島が現場を監督した映画『告白』の制作進行スタッフAが、本作の撮影現場からスタジオまで制作関係の車両を運転して帰る途中、新木場の高速道路出口付近にて、前方の車両にかなりのスピードで衝突した末に死亡している。この事故に関して、本作の撮影に参加していたスタッフAの現場における労働環境がかなり過酷だったことからスタッフAの友人が「過重労働のための過労によって事故を起こしたのではないか」と疑問視し、2015年、制作や現場に関わった会社や責任者へ労災隠しの責任と説明を求めている。

### 映画『渇き。』に関する批判
2022年、作品に出演していた女優が、性的被害による精神的苦痛を受けたことを週刊文春に告発している。
女優はバストトップ露出はNGであると事務所と契約しており、事務所は制作会社側プロデューサーに伝えていたものの、明確な取り決めを交わさなかった。その結果、女優が撮影当日に撮影を拒否したところ、現場は一時騒然とし、最終的に中島は「編集時には事務所と本人立ち合いのもと不都合な部分はカットする」と約束した。しかし約束は反故にされ、試写会でバストトップが露わになった映像が不特定多数に公開されるに至った。制作会社側は一貫して事務所側の不手際としている。中島は女優側の説明の求めに応じておらず、週刊文春側の質問に対して返答していない。
被害女性はこの経験をきっかけに精神を病んでしまい、これ以前に出演が決まっていた作品や公開前の作品が数作品あったため、すぐに仕事を辞められない状況の中、他の事務所に仕事を引き受けてもらったり病院へ通院しながらなんとかその数作品をこなしたあとすぐに役者業を辞めている。本件に関する詳細な経緯は本件を広めた週刊文春だけでなく、被害女性本人が記述したnoteにも公表されている。被害女性はNoteの中で「二度と女優に復帰するつもりはありませんし、このようなことで注目を集めて名を売りたいなどとは考えていません」と記載し、本件の告発も2022年に相次いだ映画業界に関する性加害の告発をした他の女優たちを孤立させないことや自分と同じような被害を受けて泣き寝入りさせられる役者を2度と映画界から出さないために社会問題化させることが目的だったと記載している。
被害女性は「中島監督に対しては、私がどれだけ傷ついているかきちんと伝われば心情を汲んでくれるのではないかと思い、直接話したいと何度も申し入れ、演出上ヌードになることが不可欠だというのならその演出意図を本人から説明してほしい、該当シーンを編集するという約束を反故したことに対する説明をしてほしいと求めましたが、今日まで返答はありません」と作品制作における中島の不誠実さを指摘している。
2025年1月21日、2025年1月1日に発表した自身の新作映画の公開発表に伴う批判の声が想定よりも大きかったため、中島は長年被害女性やメディアに対して説明や回答を拒否していた本件に関して、はじめて説明と謝罪をnoteに公表した。
2025年4月28日、同年6月に公開を予定していた映画『時には懺悔を』が、過去作品に関する問題の調査・検証を理由として、2026年に公開を延期することが製作委員会により発表された。

## 作品

### CM
- フジッコ「漬物百選」（1987年） ※山口美江出演
- 三井のリハウス（1989年） ※茅野佐智恵出演
- 日立製作所 サーフ＆スノウ（1992年） ※松雪泰子出演
- 味の素 クノール カップスープ ※小泉今日子出演
- サントリー 冷撰洋酒 ※加藤茶、三浦友和出演
- サントリー モルツ「モルツ球団」（1995年）
- 富士フイルム フジカラー写ルンです（1997年-1998年） ※沢口靖子、稲垣吾郎出演
- J-PHONE 日本テレコムJ-PHONE戦略本部全国化第2弾【家庭篇（石川真希、浦田賢一）】【教室篇（香川照之、黒沢優）】(1997年-2000年)
- JRA'99年間キャンペーン 「まぐれ」篇 ※木村拓哉出演
- 大和証券グループ本社（2000年） ※市川実日子出演
- NTT東日本 フレッツ 「ガッチャマン」篇（2000年） ※SMAP出演
- サッポロビール サッポロ生 黒ラベル 「温泉卓球」篇（2000年-2001年） ※山﨑努、豊川悦司出演
- プロバイダーZERO（2001年）
- ANA パラダイス沖縄（2002年） ※SMAP出演
- フジテレビ「きっかけは、フジテレビ。」（2002年） ※市川実日子出演
- 永谷園「あさげ」・森永製菓「ポテロング」・大日本除虫菊「金鳥」 ルーレットCM（2003年） ※浅野忠信出演
- 東京海上日動「過激な想像」篇 ※SMAP出演
- マンダム「GATSBY」（2006年 - ）※木村拓哉出演
- dTV「出会い篇」「転校生篇」「家篇」（2013年） ※小松菜奈、石井杏奈出演
- フジテレビ 27時間テレビ「武器はテレビ。」（2014年） ※SMAP出演
- ソフトバンク「白戸家 ギガ物語」（2016年）
- ゆうちょ銀行「ゆうちゃん。」（2016年） ※ 本木雅弘出演
- 大和ハウス工業「故郷2016」（2016年）
- LINEバイト「本気のオファー」（2017年） ※松重豊出演

### 映画
- はの字忘れて（1982年）監督
- バカヤロー! 私、怒ってます 第二話 遠くてフラれるなんて（1988年）監督
- 夏時間の大人たち（1997年）監督
- Beautiful Sunday（1998年）監督・脚本
- LUCKY STRIKE（2002年）監修
- 下妻物語（2004年）監督・脚本
- ヘアスタイル（2005年）企画・プロデュース[12]
- 嫌われ松子の一生（2006年）監督・脚本
- パコと魔法の絵本（2008年）監督・脚本
- ララピポ (2009年) 脚本
- フラレラ （2010年） 監督
- 告白（2010年）監督・脚本
- 渇き。（2014年）監督・脚本
- 来る（2018年）監督・脚本
- 時には懺悔を（2026年予定）監督・脚本[13]

### テレビドラマ
- SMAP×SMAP Smap Short Films 「ROLLING BOMBER SPECIAL」（2001年）
- 世にも奇妙な物語 2001年秋の特別編 「ママ新発売!」（2001年10月4日）
- 私立探偵 濱マイク 9話「ミスター・ニッポン 〜21世紀の男〜」（2002年）
- X'smap〜虎とライオンと五人の男〜（2004年12月25日）演出

### ミュージックビデオ
- 斉藤由貴「少女時代」
- 尾藤桃子「Ru Tu True」
- CHARA「光と私」
- 松たか子「みんなひとり」
- SMAP「そっと きゅっと」
- AKB48「Beginner」
- 乃木坂46「走れ!Bicycle」
- E-girls「あいしてると言ってよかった」

### その他
- The Works of Tetsuya Nakashima
- ぼくのなつやすみ3 -北国編- 小さなボクの大草原 「2007年夏限定 特別映像企画 -あの夏に-」

## 主な受賞
- ぴあフィルムフェスティバル 入選（『はの字忘れて』）
- 広告電通賞（『フジカラー 写ルンです』）
- ACC - 金賞（JRA）
- ACC グランプリ - 特別賞（演出）（サッポロ黒ラベル）
- ACC 銀賞（東京海上日動）
- ADC - グランプリ（サッポロ黒ラベル）
- ギャラクシー奨励賞（サッポロ黒ラベル）
- 第26回ヨコハマ映画祭 - 作品賞・監督賞（『下妻物語』）
- 第14回日本映画プロフェッショナル大賞 - 監督賞（『下妻物語』）
- 第30回日本アカデミー賞 - 優秀監督賞・優秀脚本賞（『嫌われ松子の一生』）[14][15]
- 2006年度文化庁芸術選奨 文部科学大臣賞
- 第32回日本アカデミー賞 - 優秀監督賞（『パコと魔法の絵本』）[16]
- 第35回報知映画賞 - 監督賞（『告白』）
- 第34回日本アカデミー賞 - 最優秀作品賞・最優秀監督賞・最優秀脚本賞（『告白』）[17]
- ファンタスティック国際映画祭 - 最優秀脚本賞（『渇き。』）